# Huragan Matthew
Huragan Matthew – bardzo silny, długotrwały i śmiercionośny cyklon tropikalny, który miał miejsce w październiku 2016 r. Stał się pierwszym huraganem atlantyckim kategorii 5. w skali Saffira-Simpsona od czasu Huraganu Felix w 2007 r. Huragan Matthew przyniósł olbrzymie zniszczenia i katastrofalne straty w ludziach na zachodnich wybrzeżach Oceanu Atlantyckiego. Przeszedł nad Wenezuelą, Kolumbią, Jamajką, Haiti, Kubą, Dominikaną, archipelagiem Bahama, wyspami Saint Vincent i Grenadyny, południowo-wschodnimi Stanami Zjednoczonymi (Florydą, Karoliną Południową, Karoliną Północną, Georgią) oraz wyspami kanadyjskimi. Na skutek huraganu zginęły 603 osoby.

## Ofiary huraganu
| Kraj                      | Ofiary śmiertelne |
| ------------------------- | ----------------- |
| Haiti                     | 546               |
| Stany Zjednoczone         | 47                |
| Dominikana                | 4                 |
| Kuba                      | 4                 |
| Kolumbia                  | 1                 |
| Saint Vincent i Grenadyny | 1                 |
| Razem                     | 603               |